# Maxime A. Faget

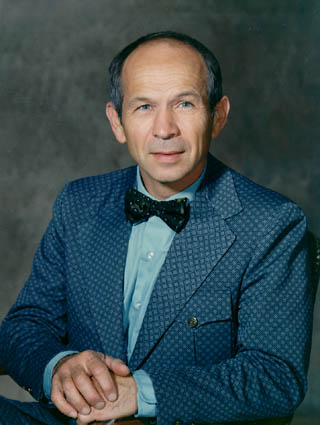
Maxime Faget

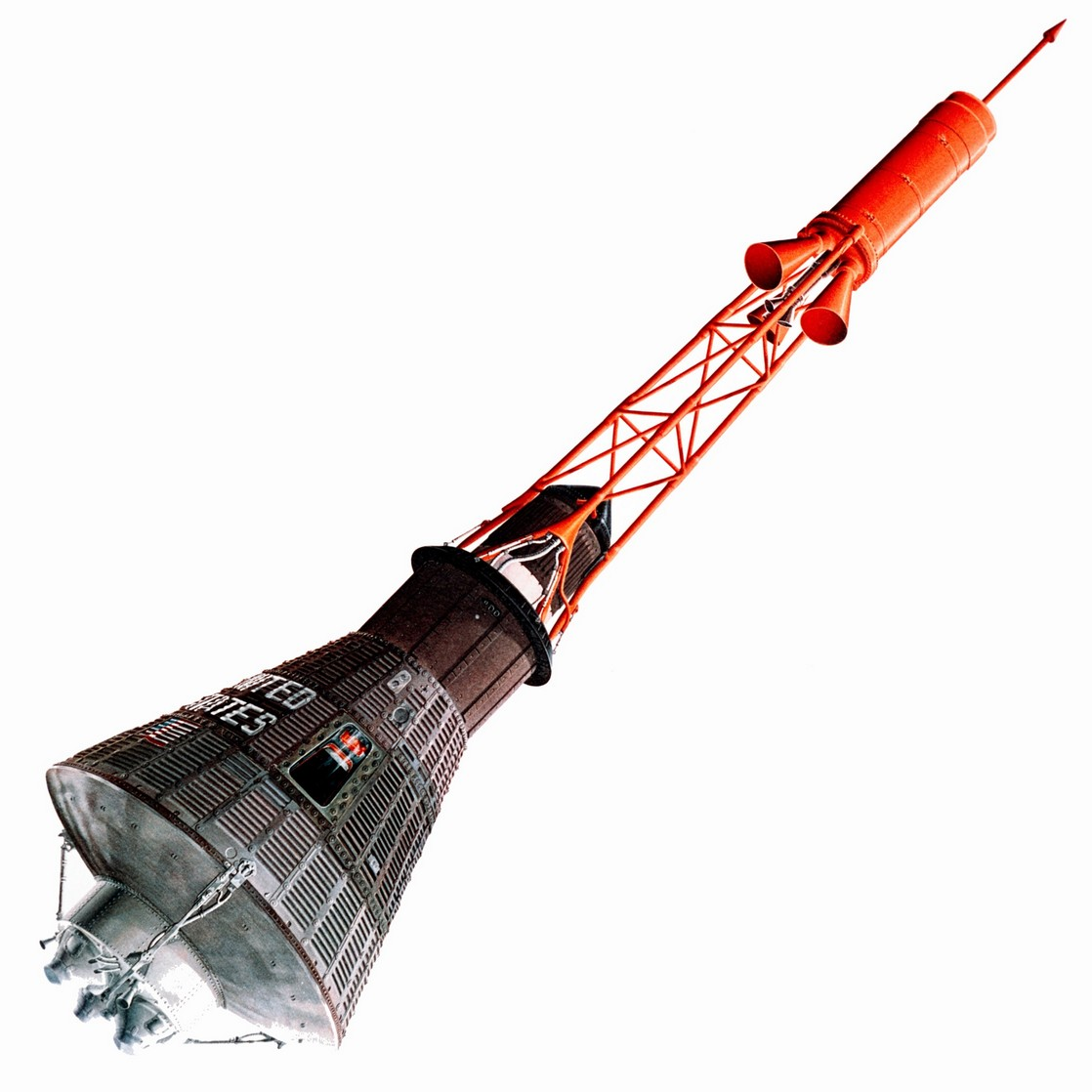
Das Mercury-Raumschiff, das erste bemannte US-Raumschiff im All, beruhte auf Fagets Entwurf.

Maxime Allan Faget (* 26. August 1921 in  Stann Creek, Britisch Honduras; † 9. Oktober 2004 in Houston, Texas) war ein US-amerikanischer NASA-Raumfahrttechniker, der an jedem bemannten Raumfahrtprojekt der NASA bis zum Space Shuttle mitgearbeitet hat. Er entwickelte das Raumschiff des Mercury-Programms. 

## Leben
Faget besuchte das Junior College in San Francisco, Kalifornien. Er erhielt im Jahre 1943 den Bachelor of Science degree in Mechanical Engineering der State University in Louisiana. Anschließend diente er drei Jahre auf einem U-Boot bei der US-Navy.
Im Jahre 1946 trat er dem National Advisory Committee for Aeronautics (NACA) bei, aus der 1958 die NASA hervorging. Bei der NACA arbeitete Faget im Langley Research Center in Hampton, Virginia. Sein Arbeitsgebiet umfasste die Entwicklung von raketengetriebenen Flugzeugmodellen zur Erforschung der Aerodynamik bei sehr hohen Geschwindigkeiten. Eines dieser Fluggeräte erreichte 1950 eine Höhe von über 19 km und eine Geschwindigkeit von Mach 3,2. Außerdem war er an der Konzeptentwicklung des X-15-Flugzeugs und am Entwurf der Polaris-Rakete beteiligt.
Ab 1957 entwarf Faget ein Raumschiff für die bemannte Weltraumfahrt, aus dem später das Mercury-Raumschiff entstand. Als die NACA in der NASA aufging, war Faget Mitglied der Space Task Group (STG), deren Hauptaufgabe das Mercury-Projekt war. Später war er in der NASA verantwortlich für den Entwurf, die Entwicklung und die Tests von Raumschiffen. Dies umfasste dann auch die Gemini- und Apollo-Raumschiffe.
Schon ab April 1969 leitete er Machbarkeitsstudien für eine wiederverwendbare Raumfähre, aus denen schließlich das Space Shuttle hervorging. Faget trat 1981, nach dem zweiten Raumflug des Shuttles, aus der NASA aus.
Im Folgejahr gründete er zusammen mit einigen Geschäftsleuten eine der ersten privaten Raumfahrtfirmen der USA, die Space Industries Inc. Eines der Produkte der Firma, an denen er mitarbeitete, war das Wake Shield Facility, ein Apparat, mit dem man in der Schwerelosigkeit ein Hochvakuum herstellen kann. Das Wake Shield Facility flog dreimal mit dem Space Shuttle von 1994 bis 1996 (bei den Missionen STS-60, STS-69 und STS-80).
Faget starb am 9. Oktober 2004 in seinem Zuhause in Houston, Texas. Seine Frau Nancy starb 1994. Er hinterließ drei Töchter, einen Sohn und zehn Enkelkinder. Der Mount Faget, ein Berg in Antarktika, trägt seinen Namen.